# Тригузово
Тригузово — деревня в Опочецком районе Псковской области. Входит в состав Матюшкинской волости.
Расположена у левобережья Иссы, в 25 км к северо-западу от города Опочка и в 3 км к северо-западу от волостного центра, деревни Матюшкино.
Численность населения составляет 12 жителей (2000 год).